# Erich Ponto
Erich Ponto, pseudonimo di Erich Johannes Bruno Ponto (Lubecca, 14 dicembre 1884 – Stoccarda, 14 febbraio 1957), è stato un attore e regista tedesco.

## Biografia
Il percorso di studi di Ponto incluse il liceo ad Altona e una breve frequentazione degli studi di farmacia a Monaco di Baviera, che abbandonò nel 1906 per seguire gli insegnamenti di recitazione di Alois Wohlmuth.
Dopo essersi esibito, dal 1908 a Passavia e a Düsseldorf, dal 1914 per oltre venti anni recitò allo Staatstheater Dresden, dove assunse il ruolo di divenne di direttore teatrale subito dopo la fine della seconda guerra mondiale.
Dopo di che si trasferì nella Repubblica Federale Tedesca, dapprima a Stoccarda, poi a Gottinga.
Come attore teatrale si mise in evidenza grazie a recitazioni intrise di elementi drastici e intensi, come ne L'avaro di Molière, Adam nella Brocca rotta di Heinrich von Kleist, Loman in Morte di un commesso viaggiatore di Arthur Miller.
Lavorò anche nella cinematografia, dal 1930, caratterizzandosi per interpretazioni sempre efficaci e penetranti.

## Filmografia
- Weib im Dschungel, regia di Dmitrij Buchoveckij (1931)
- Notti sul Bosforo (Der Mann, der den Mord beging), regia di Curtis Bernhardt (1931)
- Dannazione (Liebe, Tod und Teufel), regia di Heinz Hilpert e Reinhart Steinbicker (1934)
- Tango Notturno, regia di Fritz Kirchhoff (1937)
- Professore, voglio Eva (Die Feuerzangenbowle), regia di Helmut Weiss (1944)
- Liebe 47, regia di Wolfgang Liebeneiner (1949)
- Il terzo uomo (The Third Man), regia di Carol Reed (1949)
- Bolero (Rosen für Bettina), regia di Georg Wilhelm Pabst (1956)
- Le avventure di Robinson (Robinson soll nicht sterben), regia di Josef von Báky (1957)